# ジャドゥゴダ
ジャドゥゴダ（英語：Jadugora,Jadugoda）は、インドのジャールカンド州東スィンブーム県の都市である。ジャムシェードプルの南東約30kmに位置している。ジャドゥゴダ、ジャドゴダ、ジャドゴラ等と表記される。
インド・ウラン公社 (UCIL) は、1960年代から近郊のウラン鉱床の開発を始め、現在ジャドゥゴダ鉱山 (Jadugoda)、Bhatin、Narwapahar鉱山などの鉱山で採掘をしている。これらのインドウラン鉱山に付設の精錬工場とともに、同国の原子力発電を支え、核兵器開発の基礎を与えてきた。新たにTummalapalle鉱山（アーンドラ・プラデーシュ州カダパ）が開発された。

## 放射能被害問題
ジャールカンド反放射能同盟 (Jharkhandhi Organization Anti Radiation ; JOAR) の調査によれば、鉱滓池から1kmの範囲内に7つの村があり、そこでは47%の女性が月経不順に悩み、18%の女性は5年以内に流産あるいは死産を経験した、女性の3分の1は不妊であり、住民の間には皮膚病やがん、先天的異常などが多発している、という。そして闘争の結果、州保健局による健康診断がなされるようになり、診断を受けた鉱滓池近くの住民712人のうち32人が放射線による疾病の疑いをもたれた。
ジャールカンド州出身の映像作家シュリプラカッシュは、当地の放射能被害を取材し、3年半かけてドキュメンタリー映画『ブッダの嘆き』"Buddha Weeps in Jadugoda" を製作、1999年公開された。映画は、鉱山付近に巨大な鉱滓池が作られ、その内外で生活せざるを得ない先住民たちにさまざまな疾病が生じていること、特に子どもの先天的障碍は深刻であることを伝えている。